# Agua de la Peña
Agua de la Peña är en ort i Mexiko.   Den ligger i kommunen Miahuatlán de Porfirio Díaz och delstaten Oaxaca, i den sydöstra delen av landet, 400 km sydost om huvudstaden Mexico City. Agua de la Peña ligger 1 781 meter över havet och antalet invånare är 133.
Terrängen runt Agua de la Peña är kuperad åt nordväst, men åt sydost är den platt. Agua de la Peña ligger uppe på en höjd. Runt Agua de la Peña är det ganska tätbefolkat, med 70 invånare per kvadratkilometer. Närmaste större samhälle är Miahuatlán de Porfirio Díaz, 11,3 km söder om Agua de la Peña. Omgivningarna runt Agua de la Peña är en mosaik av jordbruksmark och naturlig växtlighet.